# Peter Snačić
Peter Snačić, pogosto napačno zapisan kot Svačić (hrvaško Petar Snačić/Svačić) je bil hrvaški fevdalec in od okoli leta 1093 do 1097 kralj Kraljevine Hrvaške,  * ni znano, † 1097, Gvozd.
Domneva se, da je svojo kariero začel kot ban pod hrvaškim kraljem Dimitrijem Zvonimirjem, potem pa so ga hrvaški fevdalci leta 1093 izvolili za hrvaškega kralja. Petrov sedež oblasti je bil v Kninu. Njegovo vladavino je zaznamoval boj za oblast z ogrskim kraljem Kolomanom. Umrl je v bitki na Gvozdu leta 1097. 

## Življenje
Kralj Peter naj bi po rodu izhajal iz plemiške rodbine Snačićev (Svačićev) in naj bi bil nečak neretljanskega vladarja Slavca. Umrl je nasilne smrti, ko ga je leta 1097 na gori Gvozd porazil ogrski kralj Koloman.

## Vladavina
Petrova vladavina se je pričela v burnih razmerah, ko je na današnjem Hrvaškem zavladala huda politična kriza. Po smrti kralja Štefana II. so se za nasledstvo borili protiogrska stranka in ogrska stranka pod vodstvom Helene Lepe, žene kralja Dimitrija Zvonimirja in sestre ogrskega kralja Ladislava I.. V državljanski vojni so Helenina stranka in dalmatinska mesta na pomoč poklicali Heleninega brata Ladislava, ki se je v boj za hrvaško krono vpletel brez soglasja papeža Urbana II. in bizantinskega cesarja Alekseja I. Komnena. Čeprav je Ladislav brez večjega odpora zasedel panonsko Hrvaško (staro Slavonijo), se je moral nadaljnjemu prodoru odreči zaradi napada Kumanov, ki jih je nadenj verjetno naščuval bizantinski cesar. Madžari so zaradi spora med  Ladislavom in njegovim bratom Álmošem nekaj let s težavo vzdrževali oblast nad Slavonijo, kjer je Ladislav za vladarja določil Álmoša, obenem pa se je v Dalmaciji in na Hrvaškem beneški vpliv tako okrepil, da se je dož razglašal ne le za kneza Dalmacije, ampak tudi za kneza Hrvaške.
V takšnih razmerah so tisti Hrvatje, ki so bili verjetno povezani z bizantinskim cesarjem Aleksejem, za svojega vladarja izbrali Petra. Peter je vladal iz Knina. Prva leta njegove vladavine so bila mirna. Vladarju je hkrati uspelo zaživeti v slogi z dalmatinskimi mesti. Morda mu je uspelo pregnati tudi Almoša in obnoviti hrvaško oblast nad staro Slavonijo.
Petrova vladavina je postala ogrožena, ko je leta 1095 na ogrski prestol stopil Koloman. Koloman je bil zelo inteligenten in hladnokrven vladar, ki se je spoznal na diplomacijo, in je v letu 1096 z uporabo vojske in diplomacije uspel vzdržati prehod križarske vojske, ki se je preko njegovega ozemlja odpravila v Palestino. Koloman, ki je bil sprva škof, se je uspel sporazumeti tudi s papežem Urbanom II., Bizantinci pa so se tedaj ukvarjali s križarskimi vojnami. Leta 1097 je Koloman napadel Hrvaško. Prodrl je vse do Dalmacije, na gori Gvozd (oziroma Gozd) pa je njegova vojska premagala Hrvate in ubila njihovega kralja Petra.
Koloman je bil pri uveljavljanju svoje oblasti nad Petrovo dediščino zelo potrpežljiv, šele leta 1102 se je dal v Biogradu okronati za kralja Hrvaške. Posebej potrpežljiv je bil pri uveljavljanju oblasti nad dalmatinskimi mesti, ker bi vojaška akcija lahko sprožila hude spore z Benečani in Bizantinci. Ko se je leta 1103 bizantinski cesar poročil s Kolomanovo hčerko, je Koloman leta 1105 vkorakal v Dalmacijo in zavladal vsemu ozemlju, na katerem so kdaj vladali ali imeli vpliv hrvaški narodni vladarji (Slavonija, Hrvaška, dalmatinska mesta in območje Neretljanov).